# ラリー (猫)

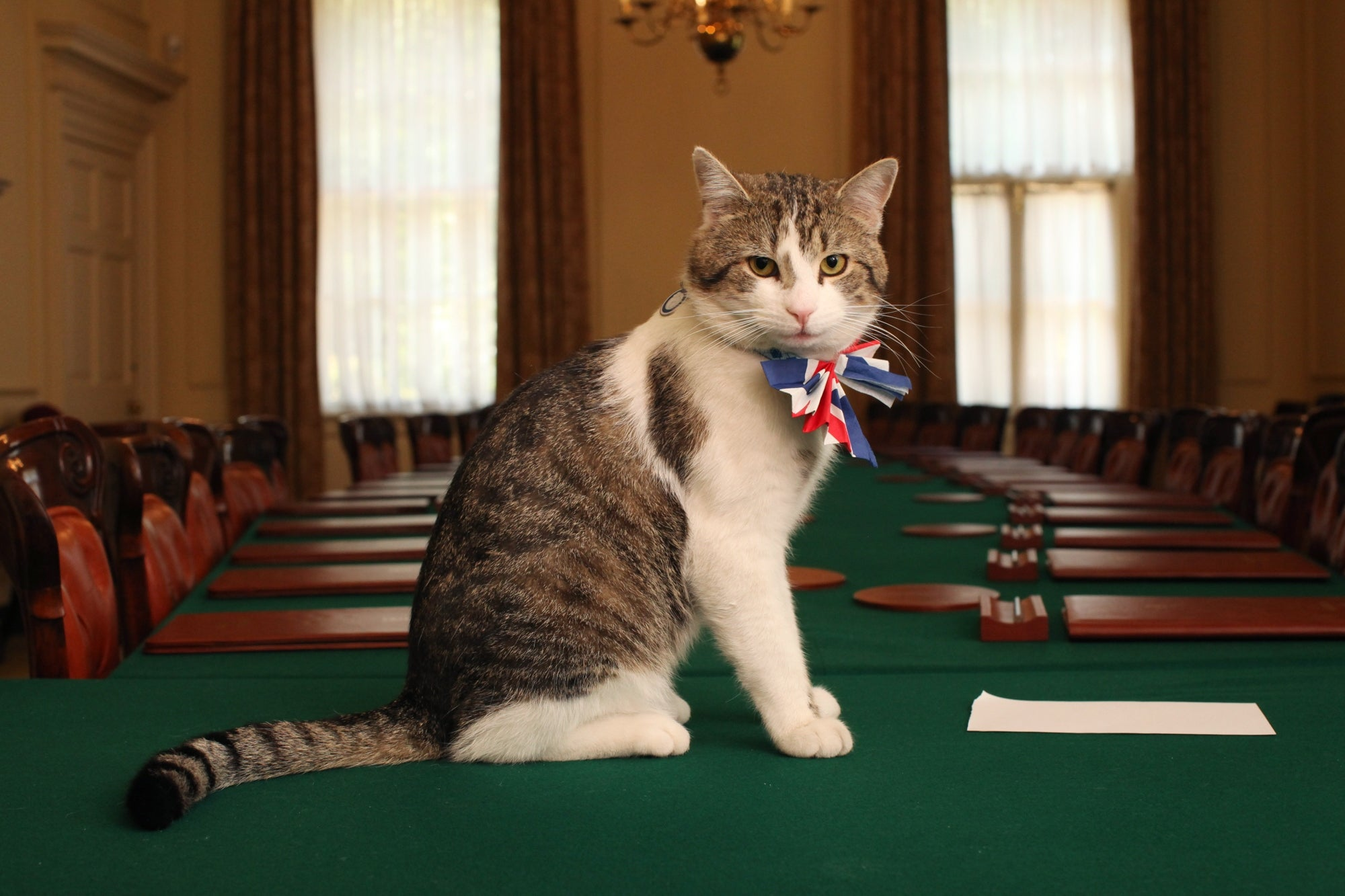
政府提供の公式画像
首相官邸閣議室のテーブルにて

ラリー（英: Larry、2007年1月 - ）は、ダウニング街10番地にあるイギリスの首相官邸で首相官邸ネズミ捕獲長を務めるオス猫である。2011年、当時のデビッド・キャメロン政権のもとで任命された。彼は個人の所有物ではなく、公務員であるため、首相が変わっても官邸を離れることはない。
2024年7月現在、キア・スターマー政権においてもその職位にある。
茶色と白の雄のトラ猫で、2007年1月生まれと考えられている。

## 生い立ち

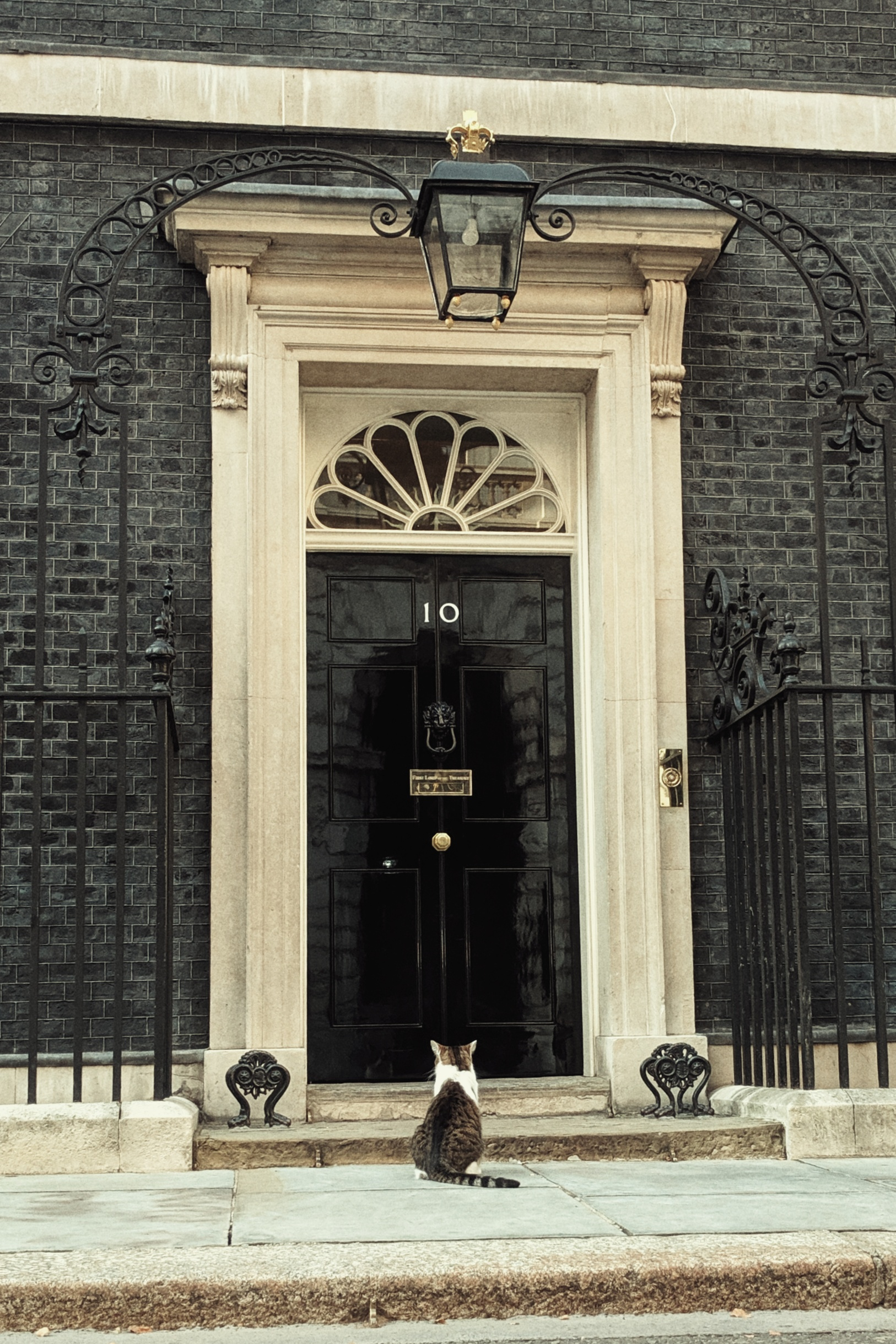
首相官邸玄関前で中に入るのを待つラリー

ラリーは、バタシー・ドッグズ・アンド・キャッツ・ホーム（英語:  Battersea Dogs & Cats Home）に保護された野良猫で、2011年に官邸スタッフによって引き取られた。当初は、キャメロン首相の子どもたちのペットになる予定だった。
官邸の報道官は「優れた殺し屋」であり、路上生活で培われた「高い追跡意欲と狩猟本能」を持っていると語った。
バタシー・ドッグズ・アンド・キャッツ・ホームによると、ラリーの評判によって2012年には猫を引き取る人が15%も増加したという。
ラリーが官邸に来た直後、ラリーは実は迷い猫で、元の飼い主が取り戻すためのキャンペーンを始めた、という話がマスコミに流れた。
しかし、この話は後にデマであることが判明し、そのような飼い主もキャンペーンも存在しなかった。

## 経歴

### 公務
首相官邸のウェブサイトによると、ラリーは日々、官邸の「来賓への挨拶、警備の視察、骨董家具の寝心地検査」を行っている。ネズミが官邸を占拠していることについて解決策を考えるのが責務だが、ラリーによると解決策は「戦術的計画段階」にあるという。
それまでのネズミ捕獲長には国庫から給与(扶養費)が支払われていたが、ラリーは官邸スタッフの好意で扶養されている。
彼の食費を賄うための募金活動として、大広間でクイズ大会が開かれたこともあった。

### 首相官邸ネズミ捕獲長としての仕事
ラリーは2011年4月22日に初めてネズミを殺した 。2012年8月28日、ラリーは初めて人のいる前でネズミを殺し、10番地の前に獲物を置いた。2013年10月には、ラリーは2週間で4匹のネズミを捕らえて、あるスタッフのメンバーがラリーの手から1匹のネズミを助けた。
2015年7月、財務大臣のジョージ・オズボーンと内閣府大臣のマシュー・ハンコックは財務大臣のオフィスでネズミを追い詰めてサンドウィッチの紙袋の中に閉じ込めた。新聞は財務大臣が首相官邸ネズミ捕獲長の地位を引き継ぐかもしれないというジョークを報じた。

### テリトリーの変遷

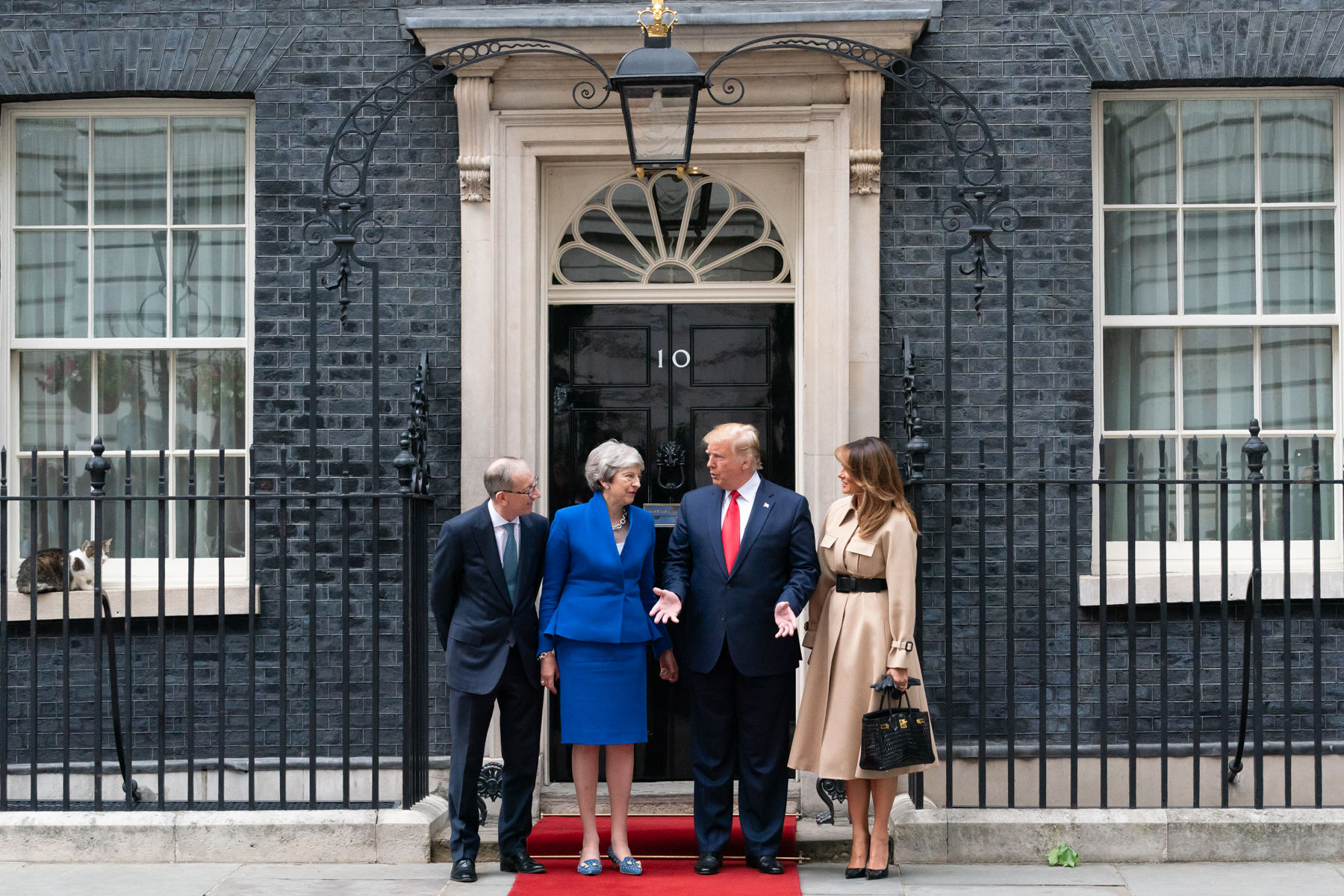
米大統領ドナルド・トランプの訪問時、ダウニング街10番地の窓の上にいるラリー（左）

2011年、ラリーの毛が首相の新品のスーツを汚すので、ラリーはダウニング街10番地の首相の区画から締め出された。
前副首相のニック・クレッグは、入るためにマイクでの連絡が必要なダウニング街内部のセキュリティドアがますます「安全のためではなく、建物の片方の端からもう片方の端に猫を閉め出すために」使われていると述べた。2013年2月、アレルギーを持つ職員から苦情が来た後、ラリーと隣人フレイヤが外務省に入ることを妨げるため猫を仕切る壁が建てられた。外務・英連邦大臣のウィリアム・ヘイグはのちに壁を壊すように頼んだ。
2015年12月、前内務大臣のデイビッド・ブランケットは、当時ネズミが群がっていたウェストミンスター宮殿を含むよう任務を増やすことをラリーに頼むべきだと提案した。

## 政治家との関係

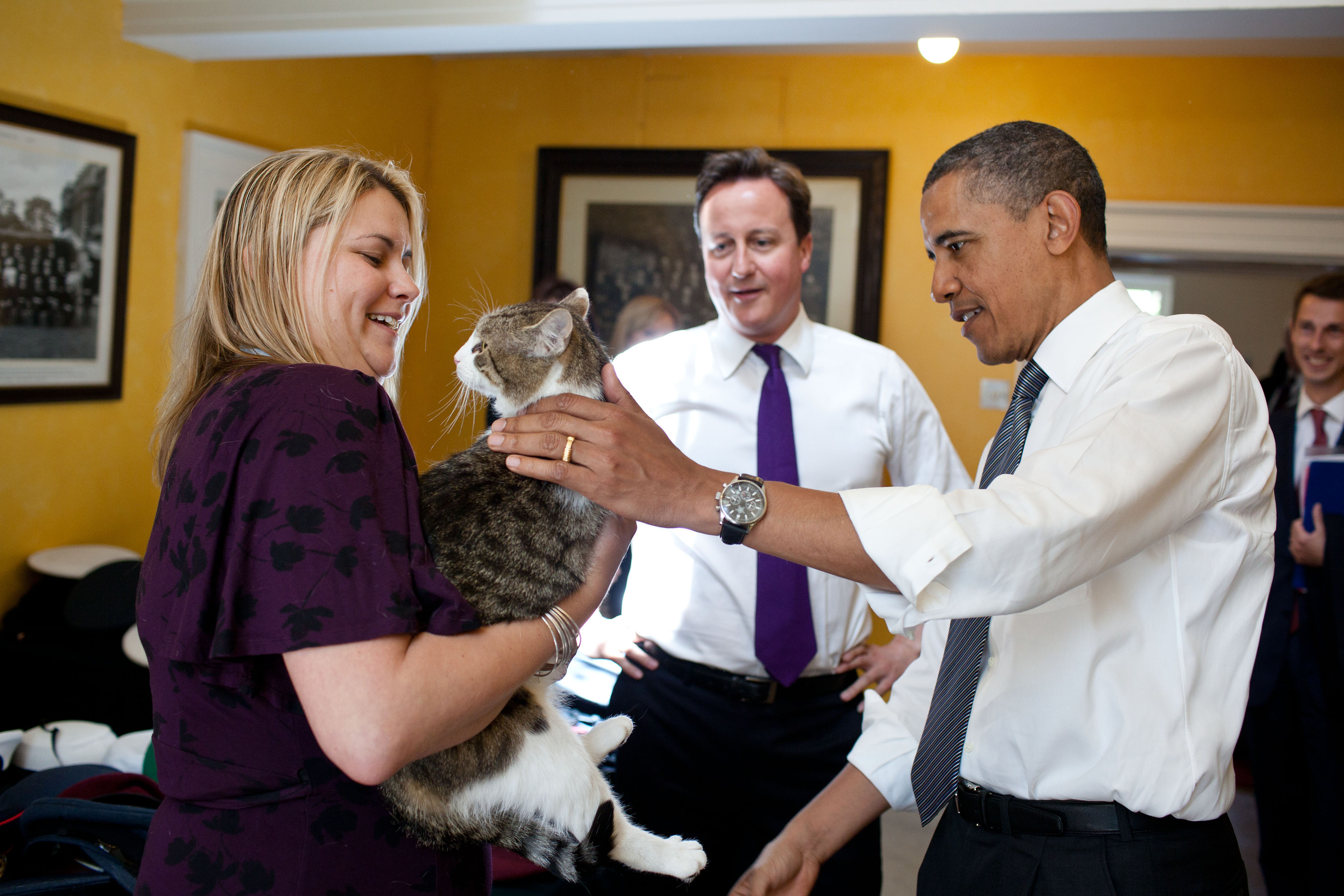
デイヴィッド・キャメロン及び米大統領バラク・オバマといるラリー

デイビッド・キャメロンは、ラリーは保護された迷い猫なので男性の前では「少し神経質」であると言った。これは、ラリーの過去のいやな経験によるものかもしれないと推測される。キャメロンはバラク・オバマがこの恐怖心の明らかな例外であると言及した。キャメロンは「面白いことにラリーはオバマのことが好きだ。オバマはラリーを撫でたが、彼はオバマなら平気な様子だった」と語った。
2013年9月、報道によるとキャメロンとラリーの間で緊張が大きくなった。キャメロンは猫の毛が服につくと文句を言い、ダウニング街に客が来た際に、キャットフードの臭いを消臭スプレーで隠さなければならなかった。ペットはPRの小道具なのではないかという指摘の中で、キャメロン家はラリーを好きではないと言われた。キャメロンはツイッターに「ラリーとは完全にニャか良くしている」と投稿した。それにもかかわらず、ブックメーカーのラドブロークスは、ラリーよりキャメロンのほうが早くダウニング街を去る可能性が高いと見積もった。『デイリー・テレグラフ』は、キャメロンはそれほど猫が好きなわけではないが、スピンドクターはラリーのおかげで首相が優しそうに見えると信じていたと伝えた。2016年に官邸から去る時、キャメロンはラリーを一緒に連れていくことができない「悲しみ」を口にした。テリーザ・メイが2016年に首相になった時、ラリーがストレスを抱えキャメロン一家を恋しがるかもしれないという心配があった。
2016年8月、デイリー・テレグラフはキャメロン首相退任時の叙勲者名簿にラリーを含めるべきだ、というネット上の声を伝えた。
国民生活水準委員会元会長のアリステア・グレアムはキャメロンが提出した叙勲者候補について「ラリーが何も得なかったことに驚いた」と友人を優遇した人選を皮肉った。
2019年6月、アメリカのドナルド・トランプ大統領がイギリスを公式訪問した際、大統領専用車の下で雨宿りし出てこようとしなかったことで「ラリーが大統領専用車の下に避難し動こうとしない、深刻なセキュリティ問題が発生した」「速報:反トランプのデモ隊が止めることができなかったトランプ大統領の車列をラリーが止める」と記者たちはツイートした。
またメイ首相とトランプ大統領が官邸玄関前で記者の写真撮影に応じているとき、ワシントン・ポスト紙は窓台の上のラリーが写り込んでいたことに触れて「トランプに注目が集まる中、ラリーはソーシャルメディアのスポットライトを一時的に奪った」と記した。

## 他の動物との関係
2012年6月、ダウニング街11番地に引っ越した財務大臣のジョージ・オズボーンは、長いこと行方不明だった猫のフレイヤと再会した。フレイヤとラリーは喧嘩をしているところも目撃されたが、すぐに親しい関係になったと報じられた。フレイヤはより支配的な猫で、効率のいいネズミ捕りであり、野良で過ごした日々のために「強気」になったのだと伝えられている。2014年11月、フレイヤはダウニング街を去り、ラリーが唯一のネズミ捕りとなった。
2014年、オズボーンは犬のペットのローラを連れてきた。首相補佐官はローラがラリーとフレイヤと仲良くやっていると報告した。
2016年4月、新しい猫の隣人のパーマストンがイギリス外務省へ引っ越してきた。時々は仲が良いことで知られるが、2匹の猫は色々な機会に喧嘩した。院内総務はパーマストンとラリーは暫定協定を結ぶことが望ましいとコメントした。その年の7月、パーマストンは10番地に入り、警備員によって強制的に立ち退かされた。2016年9月、ブレンカスラ卿は貴族院で、なぜ政府はパーマストンとの喧嘩の時の傷を治したラリーの獣医の請求を払わなかったのか、そして政府はラリーの治療費を払った公務員に払い戻しをしないのかという質問を提出した。貴族院において政府を代弁する発言を行う議員オウルペンのチザム女男爵カーリン・チザムは「そのコストはラリーを愛する職員の自主的な寄付によって清算された」と発言した。
2016年8月1日、政府写真家のスティーブ・ベックによると、ラリーは、10番地の階段でパーマストンと「最も残酷な戦い」をした。ラリーは首輪を失った一方、パーマストンは深い傷を負い、ひどく耳を切った。
2016年8月、内閣府がネズミの問題を解決するためもう1匹の首相官邸ネズミ捕獲長を任命しようと検討していたことが明らかになった。院内幹事長のギャビン・ウィリアムソンは、その猫はクロムウェルという名前になると言った。
2019年9月、新入りの犬ディリンがダウニング街にやって来た。バタシー・ドッグズ・アンド・キャッツ・ホームはラリーとの交渉役を申し出た。

## 批評
ラリーは気質と仕事ぶりの両方で批判されている。ダウニング街到着後１か月以内で、匿名情報源はラリーを「殺し屋としての本能が明らかに欠けている」と述べた。
その年の後半、ラリーはネズミを探すよりも多くの時間を睡眠に費やし、また雌猫のメイジーと一緒に過ごしたことが明らかになった。2011年のある時期、ダウニング街がネズミで溢れかえっていたため、首相は官僚たちとのある食事会の際、一匹に向かってフォークを投げた。ラリーは2012年にデヴィッド・キャメロンの書斎で見つかったネズミに反応しそこね、もう少しで免職されるところだった。殺し屋としての本能の欠如はまた、タブロイド紙による「Lazy Larry（ものぐさラリー）」というニックネームを彼にもたらした。2012年9月、フレイヤが首相官邸ネズミ捕獲長の役割を分担するよう任命された。

## 好感度
2024年イギリス総選挙を前に調査会社のイプソスが世論調査をしたところ、ラリーの好感度は44%で、首相リシ・スナクの22%、最大野党の党首キア・スターマーの34%を上回った。

## 受賞歴
ラリーは2012年10月バタシー・ドッグズ・アンド・キャッツ・ホームにブルー・プラークが設置される栄誉を得た。

## メディアへの登場
ラリーの性格について書かれた本、Larry Diaries: Downing Street - the First 100 Daysを『ガーディアン』のジャーナリスト、ジェームズ・ロビンソンが2011年に出版した 。
ラリーの最初の在任2年を祝うための写真特集ページがデイリー・テレグラフによって作られた。
2012年、ラリーはGoogle ストリートビューで10番地のドアの隣で寝ている姿が見うけられた。
ラリーの10番地での生活における功績と観察はTed Harrisonによるサンデー・エクスプレスの週刊漫画の題材となった。

## エピソード
テリーザ・メイがイギリスの首相になった2016年7月までには、ラリーは外務・英連邦省所属の、彼よりもずっと若いパーマストンなどの他の猫との関わりの中で、「凶暴（violent）」という評判が広まった。